# Essex Hemphill
Essex Hemphill (16 de abril de 1957 – 4 de novembro de 1995) foi um poeta e ativista assumidamente gay americano. Ele é conhecido por suas contribuições para a cena artística de Washington, D.C. na década de 1980, e por discutir abertamente os tópicos pertinentes à comunidade gay afro-americana.

## Biografia

### Juventude
Essex Hemphill nasceu em 16 de abril de 1957, em Chicago, Illinois, filho de Warren e Mantalene Hemphill, e era o segundo mais velho de cinco filhos. No início de sua vida, mudou-se para Washington D.C., onde estudou na Ballou High School. Ele começou a escrever poesia aos quatorze anos, escrevendo sobre seus próprios pensamentos, vida familiar e sexualidade emergente. Após a formatura, matriculou-se na Universidade de Maryland em 1975 para estudar jornalismo. Embora tenha deixado a faculdade após seu primeiro ano, ele continuou a interagir com a cena artística de D.C.: realizando palavras faladas, trabalhando em diários e começando a publicar seus primeiros livrinhos de poesia. Ele iria se formar em Inglês na Universidade do Distrito de Columbia.

### Carreira
Em 1979, Hemphill e seus colegas iniciaram o Nethula Journal of Contemporary Literature, uma publicação que visa divulgar as obras de artistas negros modernos.  Uma de suas primeiras leituras públicas foi organizada pelo co-editor do Nethula, E. Ethelbert Miller, na Biblioteca Fundadora da Universidade Howard, onde ele atuou ao lado e fez amizade com a cineasta Michelle Parkerson. Ele também se apresentou em outras instituições, incluindo a Universidade Harvard, a Universidade da Pensilvânia e a Universidade da Califórnia em Los Angeles, para citar algumas.
Em 1982, Essex Hemphill, Larry Duckett, seu amigo próximo, e Wayson Jones, seu colega de quarto na universidade, fundaram o grupo de palavra falada chamado "Cinque", que se apresentava na área de Washington D.C.. Hemphill continuou apresentando sua poesia falada e rítmica e, em 1983, recebeu uma bolsa do Washington Project for the Arts para realizar uma "dramatização experimental" de poesia intitulada Murder on Glass, ao lado de Parkerson e Jones. Hemphill também começou a publicar suas próprias coleções de poesia durante esse período, começando com Diamonds Was in the Kitty e Some of the People We Love (1982), e seguido por Earth Life (1985) e Conditions (1986). Ele atrairia mais atenção nacional quando seu trabalho fosse incluído em In the Life (1986), uma antologia de poemas de artistas negros e gays, compilada pelo bom amigo, amante, e colega autor de Hemphill, Joseph F. Beam. Sua poesia foi amplamente publicada em periódicos e seus ensaios apareceram em Obsidian, Black Scholar, CALLALOO e Essence, entre outros. Em 1986, Hemphill recebeu uma bolsa em poesia do Fundo Nacional Para as Artes.
Essex Hemphill também fez aparições em vários documentários entre 1989 e 1992. Em 1989, ele apareceu em Looking for Langston, um filme dirigido por Isaac Julien sobre o poeta Langston Hughes e o Renascimento do Harlem. Hemphill também trabalhou com o cineasta vencedor do Emmy Marlon Riggs em dois documentários: Tongues Untied (1989), que analisou a complexa sobreposição de identidades negras e queer, e Black is... Black Ain't (1992), que discutiu o que exatamente constitui "negritude".
Após a morte de Beam por AIDS em 1988, Essex Hemphill e a mãe de Beam trabalharam em conjunto para publicar sua sequência de In the Life. O segundo manuscrito foi publicado em 1991 sob o título Brother to Brother: New Writings by Black Gay Men, que arquivou os trabalhos de cerca de três dezenas de autores, incluindo o próprio Hemphill. Escrevendo sobre Hemphill e Beam em seu livro Evidence of Being: The Black Gay Cultural Renaissance and the Politics of Violence, Darius Bost observa que Hemphill foi morar com a mãe de Beam para ajudar a terminar a antologia, assumindo tarefas domésticas em troca de quarto e alimentação. Ele escreve que Hemphill disse numa entrevista que a antologia “foi produzida no 'contexto de confrontar a AIDS e a morte que nos rodeia. É quase como uma resistência feroz que diz: 'Antes de morrer, vou dizer essas coisas.''” Hemphill também escreveu um poema dedicado a Beam após sua morte, intitulado “When My Brother Fell”, e dedicou seu poema de 1986 “Heavy Corners” para ele. Em 1990, ele fez um discurso na conferência OutWrite (onde foi o único palestrante negro), que acabou se tornando a introdução à antologia. Brother to Brother ganharia um Lambda Literary Award.
Em 1992, Hemphill publicou sua maior coleção de poesia e contos, intitulada Ceremonies: Prose and Poetry, que incluía trabalhos recentes, mas também uma seleção de suas coleções de poesia anteriores, Earth Life e Conditions. No ano seguinte, a antologia receberia o National Library Association's Gay, Lesbian, and Bisexual New Author Award e uma bolsa Pew Charitable Trust Fellowship in the Arts. Em 1993, foi pesquisador visitante no Getty Center.

### Morte
Na década de 1990, Hemphill raramente dava informações sobre sua saúde, embora ocasionalmente falasse sobre “ser uma pessoa com AIDS”. Somente em 1994 ele escreveu sobre suas experiências com a doença em seu poema "Vital Signs". Ele morreu em 4 de novembro de 1995, de complicações relacionadas à AIDS.

## Legado
Após sua morte, 10 de dezembro de 1995 foi anunciado por três organizações (Gay Men of African Descent (GMAD), Other Countries, e Black Nations/Queer Nations?) como um Dia Nacional de Memória de Essex Hemphill na Cidade de Nova Iorque no Lesbian and Gay Community Services Center. Cheryl Dunye dedicou seu filme The Watermelon Woman de 1996 a Hemphill.

Em seu ensaio "(Re)-Recalling Essex Hemphill" em Words to Our Now, Thomas Glave presta homenagem à vida de Hemphill, concentrando-se nos efeitos duradouros de suas ações. Glave escreve:
Neste agora, celebramos a sua vida e a linguagem Essex. Então, comemorando, sabemos que os chamamos de volta no que é, em grande parte, para emprestar de outro visionário, um “tempo sem gigante”. A pura grandiosidade da sua presença respiratória já passou. Agora, os guerreiros presentes e futuros – nós mesmos e os outros – serão compelidos a aprender, como vocês fizeram e manifestaram, que tudo caminha em direção à verdade – em direção à venalidade; ardor, não arrogância; franqueza, não covardia.
Em 2014, Martin Duberman escreveu Hold Tight Gently: Michael Callen, Essex Hemphill, and the Battlefield of AIDS, no qual Duberman documenta a vida de Essex Hemphill, junto com o autor e ativista Michael Callen. O livro ganharia o Prêmio Literário Lambda de Não-ficção LGBT.
Em junho de 2019, Hemphill foi um dos primeiros cinquenta “pioneiros, pioneiros e heróis” americanos introduzidos no Muro de Honra Nacional LGBTQ no Monumento Nacional de Stonewall (SNM) no Stonewall Inn da Cidade de Nova Iorque. O SNM é o primeiro monumento nacional dos Estados Unidos dedicado aos direitos e à história LGBTQ, e a inauguração do muro foi programada para ocorrer durante o 50º aniversário da Rebelião de Stonewall.

## Obras

### Temas
Grande parte da poesia e da palavra falada de Hemphill era autobiográfica e retratava suas experiências como uma minoria nas comunidades afro-americana e LGBT.
Ele escreveu peças como “Family Jewels”, que transmitiam suas frustrações sobre o preconceito branco, especificamente dentro da comunidade gay. Em seu ensaio "Does Your Momma Know About me?" Hemphill critica The Black Book, do fotógrafo Robert Mapplethorpe, que exibia fotos de pênis de homens negros. Hemphill argumentou que a exclusão dos rostos dos negros do sexo masculino demonstrava o fetichismo dos afro-americanos pelos brancos na comunidade gay.
Os poemas e ensaios em Ceremonies abordam a objetificação sexual dos homens negros na cultura branca, as relações entre homens negros gays e homens negros não gays, o HIV/AIDS na comunidade negra e o significado de família. Ele também critica tanto o patriarcado institucionalizado quanto as identidades de gênero dominantes na sociedade.
Hemphill invocou repetidamente a solidão ao longo de seu trabalho. A solidão no trabalho de Hemphill é um sentimento traumático, uma sensação constante de rejeição. Muitos dos homens voltaram para casa depois de terem sido rejeitados pelas comunidades gays brancas, apenas para serem rejeitados também nas comunidades negras. Na poesia de Hemphill, ele retrata a solidão como um sentimento coletivo. Ele definiu a solidão como um sentimento de ser, marcado por sofrimento sem reconhecimento público. Uma sensação de separação do público cria um anseio social porque, embora a jornada seja solitária, lutar contra essa jornada para não matá-lo, como disse Hemphill em um de seus poemas, faz você ansiar por comunidade e apoio.

### Ensaios
- (essay in) Patrick Merla (ed.), Boys Like Us: Gay Writers Tell Their Coming Out Stories, Avon Books. 1996
- (essays in) Thomas Avena (ed.), "Life Sentences: Writers, Artists, and AIDS", Mercury House. 1994
- Ceremonies: Prose and Poetry, 1992; Cleis Press, 2000, ISBN 9781573441018
- Conditions: Poems, Be Bop Books, 1986

### Antologias
- In the Life
- Gay and Lesbian Poetry in Our Time
- Art Against Apartheid
- Men and Intimacy
- High Risk
- New Men
- New Minds
- Natives
- Tourists and Other Mysteries
- (ed.) Brother to Brother: New Writings by Black Gay Men, 1991; RedBone Press, 2007, ISBN 9780978625115

### Aparições
- Looking for Langston (1989)
- Tongues Untied (1989)
- Black is... Black Ain't (1994)
- Narrador: Out of the Shadows, documentário sobre AIDS